# Blanche Wheeler Williams
Blanche Wheeler Williams (Concord, 9 de janeiro de 1870 – Cambridge, 9 de dezembro de 1936) foi uma arqueóloga e professora mais conhecida por seu trabalho no istmo de ierápetra e suas descobertas em Gúrnia com a colega também arqueóloga Harriet Boyd Hawes. Ela foi treinada no Smith College e trabalhou como professora na escola preparatória de sua tia até suas escavações arqueológicas em Creta em 1900 e 1901. Williams se casou em 1904 e não voltou a trabalhar na área depois de contribuir para uma publicação de 1908, embora tenha escrito uma biografia de sua tia e ajudado com o livro de viagens de seu marido.

## Primeiros anos
Williams nasceu Blanche Emily Wheeler em 9 de janeiro de 1870 em Concord, Massachusetts. Seus avós faziam parte da colônia de peregrinos de Plymouth, sendo os primeiros colonos da região da Nova Inglaterra. Ela estava intimamente ligada com sua avó em sua juventude, que apresentou Williams a intelectuais proeminentes, incluindo Ralph Waldo Emerson, Henry David Thoreau e Amos Bronson Alcott. Williams se formou no Smith College em 1892, onde estudou arte da antiguidade, arqueologia, grego, latim, desenho e pintura. Ela fez amizade com a arqueóloga Harriet Boyd, que se tornou uma amiga próxima e colega em arqueologia.

## Carreira
Williams ensinou latim, grego e inglês durante a década seguinte na escola preparatória Wheeler de sua tia em Providence, Rhode Island. Ela conduziu viagens pela Europa com seus alunos e tirou vários períodos sabáticos. Entre 1898 e 1899, ela viajou pela Grécia e Itália com Boyd e um colega de Smith.
No ano seguinte, a descoberta de Boyd de uma tumba de colmeia imperturbada da Idade do Bronze em Kavousi, Creta, e sua subsequente apresentação ao Instituto Arqueológico da América levaram a Sociedade Americana de Exploração a financiar suas escavações que se seguiram em 1901 e 1903. Williams juntou-se à expedição de Boyd em 1901, que deixou o local de Kavousi para o leste de Avgo em busca de um palácio para rivalizar com os encontrados em Cnossos e Festos. De acordo com seu treinamento, Boyd conduziu o trabalho de campo em poços de teste e medições enquanto Williams desenhava mapas e as descobertas. Sua escavação foi atrasada pela chuva da primavera e acabou sem intercorrências. Seguindo uma dica de um fazendeiro local, eles começaram a cavar em Gúrnia e descobriram um antigo complexo minóico. A descoberta de fragmentos de vasos e artefatos de bronze deu lugar à arquitetura, como paredes de casas e uma estrada pavimentada. Eles contaram à American Exploration Society sobre a descoberta e sua força de trabalho na trincheira cresceu de 40 para 110 trabalhadores em uma semana, o que aumentou a complexidade da escavação dirigida por Boyd. Eles encontraram centenas de artefatos e Williams ilustrou seus achados mais importantes, geralmente vasos. O evento foi de grande importância para Williams, que frequentemente escrevia para seus alunos sobre a escavação na vanguarda da arqueologia. Seria seu único ano de escavação, pois o trabalho de campo foi adiado por dois anos, quando Williams não estava disponível para retornar com Boyd. A escavação terminou vários anos depois com a descoberta total de mais de 60 casas, uma praça central e um pequeno palácio na cidade.
Williams escreveu o apêndice da monografia sobre Gournia. Sua seção enfoca a importância de uma deusa da natureza na religião minóica. O papel das divindades femininas em Minoan Creta tinha sido um ponto focal de interesse no local, e Williams escreveu sobre um ídolo feminino de terracota encontrado em um santuário perto do topo da colina em Gournia. Williams propôs que a deusa da natureza e as mulheres minóicas gozavam de elevada importância social na cultura e reforçou suas alegações com referência à classicista Jane Ellen Harrison. As contribuições de Williams também abrangeram vasos de pedra e pedras de foca. O livro de 1908 foi elogiado pela comunidade arqueológica.
Williams se casou com o importador de tapetes orientais de Boston Emile Francis Williams em 1904. Seu marido também colecionava porcelana chinesa e era botânico amador. Ela deixou seu emprego na Wheeler School e manteve contato com Boyd, que continuou a trabalhar em Creta. Embora Williams não tenha retornado à arqueologia após a expedição de Gúrnia, ela mais tarde ajudou o marido com seu livro de viagem francês e escreveu uma biografia de sua tia, a educadora. Williams morreu em 9 de dezembro de 1936, em Cambridge, Massachusetts. Ela não teve filhos. Smith College recebeu várias dezenas de itens de sua propriedade após sua morte, principalmente bronzes e porcelanas da China e da Coréia. Alguns dos itens foram exibidos no Museu de Arte de Harvard e noMuseu de Belas Artes de Boston. Posteriormente, como legado, foram exibidos na galeria de arte de Smith no final de 1937.